# مرکز تجارت جهانی (۲۰۰۱–اکنون)
مرکز تجارت جهانی یک مجموعه عمدتاً تکمیل شده از ساختمانها در منهتن جنوبی، شهر نیویورک، ایالات متحده است و جایگزین هفت ساختمان اصلی در همان سایتی می‌شود که در حملات ۱۱ سپتامبر تخریب شدند. این سایت با حداکثر شش آسمان خراش جدید در حال بازسازی است که چهار مورد از آنها به اتمام رسیده‌است. یک یادبود و موزه برای کشته شدگان در این حملات؛ پارک مرتفع آزادی در مجاورت سایت، شامل کلیسای ارتدکس یونانی سنت نیکلاس و مرکز امنیت خودرو؛ و یک مرکز حمل و نقل است. بنای ۱۰۴ طبقه مرکز تجارت جهانی، بلندترین ساختمان در نیمکره غربی زمین، ساختمان اصلی مجموعه جدید است.
این ساختمان‌ها از جمله بسیاری از ساختمان‌های ایجاد شده توسط اتحادیه مراکز تجارت جهانی است. مرکز تجارت جهانی اولیه شامل برج‌های دوقلو بود که در سال ۱۹۷۳ افتتاح شد و در زمان اتمام احداث آنها، آنها بلندترین ساختمانهای جهان بودند. برج‌های دوقلو در صبح ۱۱ سپتامبر ۲۰۰۱، توسط هواپیماربایان وابسته به القاعده دریک اقدام تروریستی هماهنگ، با پرواز دو فروند هواپیمای بوئینگ ۷۶۷، و برخورد آنها به برج‌های دوقلو، تخریب شدند. در حملات به مرکز تجارت جهانی ۲ هزار و ۷۵۳ نفر کشته شدند. فروریختن برج‌های دوقلوی مرکز تجارت جهانی باعث شکست سازه ای در ساختمانهای اطراف نیز شد. روند پاکسازی و بازیابی سایت مرکز تجارت جهانی هشت ماه به طول انجامید و پس از آن بازسازی سایت آغاز شد.
پس از سالها تأخیر و جنجال، بازسازی در سایت مرکز تجارت جهانی آغاز شد. مجموعه جدید شامل مرکز تجارت جهانی ۱، مرکز تجارت جهانی ۳، مرکز تجارت جهانی ۴، مرکز تجارت جهانی ۷ و یک ساختمان بلند مرتبه اداری دیگر است که در مرکز تجارت جهانی ۲ در حال برنامه‌ریزی است. مجموعه جدید مرکز تجارت جهانی همچنین شامل یک موزه و بنای یادبود، و یک مرکز حمل و نقل است که از نظر اندازه مشابه ترمینال گرند مرکزی می‌باشد. مرکز تجارت جهانی ۷ در ۲۳ مه ۲۰۰۶ افتتاح شد و این اولین ساختمان از پنج آسمان خراش است که در مجموعه مرکز تجارت جهانی تکمیل شده‌است. مرکز تجارت جهانی ۴، اولین ساختمان پایان یافته به عنوان بخشی از طرح جامع سایت، در ۱۲ نوامبر ۲۰۱۳ افتتاح شد.
یادبود ملی ۱۱ سپتامبر در ۱۱ سپتامبر ۲۰۱۱ افتتاح شد، در حالی که موزه در ۲۱ مه ۲۰۱۴ افتتاح شد. مرکز تجارت جهانی یک در ۳ نوامبر ۲۰۱۴ افتتاح شد. مرکز حمل و نقل مرکز تجارت جهانی در ۴ مارس ۲۰۱۶ و مرکز تجارت جهانی ۳ در ۱۱ ژوئن ۲۰۱۸ افتتاح شد. ساخت کامل مرکز تجارت جهانی ۲ در سال ۲۰۰۹ متوقف شد، و یک طرح جدید در سال ۲۰۱۵ اعلام شد.

## مجموعه پیشین و ۱۱ سپتامبر
مرکز تجارت جهانی پیشین شامل برج‌های دوقلو بود که بعد از افتتاح در ۴ آوریل ۱۹۷۳ بلندترین ساختمانهای جهان بودند.سایر ساختمانهای این مجموعه، مرکز تجارت جهانی ماریوت (3 WTC) و همچنین 4 WTC ۶، WTC 5، WTC و 7 WTC بودند. علی‌رغم انتظارات برای بازدهی اقتصادی زیاد مجموعه پیشین، این مجموعه تا دهه ۱۹۸۰ سودآور نبود.  در ۲۴ ژوئیه ۲۰۰۱، اداره بنادر توافقی را امضا کرد که مجتمع را به لری سیلوراستاین، که مالک 7 WTC بود، اجاره داد. به ازای مبلغ ۳٫۲ میلیارد دلار، سیلوراستاین حق قانونی بهره‌برداری از مجموعه و سایت را برای ۹۹ سال دریافت کرد. در آن زمان، مرکز تجارت جهانی فقط چند مستأجر برجسته داشت و سیلوراستاین می‌خواست این مجموعه را برای جذابیت بیشتر مستاجران جدید بهبود بخشد. 
این برنامه‌ریزی‌ها برای پیشرفت هرگز محقق نشدند. صبح ۱۱ سپتامبر ۲۰۰۱، هواپیماربایان وابسته به القاعده با یک اقدام تروریستی هماهنگ، دو فروند هواپیمای بوئینگ ۷۶۷ را به سمت برج‌های دوقلو به پرواز درآوردند. ساعت ۸:۴۶ صبح منطقه زمانی شرقی (ET)، یک تیم پنج نفره هواپیماربای پرواز شماره ۱۱ خطوط هوایی امریکن ایرلاینز را به عمد به نمای شمالی برج شمالی برخورد دادند.ساعت ۹:۰۳ صبح منطقه زمانی شرقی، یک تیم دوم متشکل از پنج هواپیماربا، پرواز شماره ۱۷۵ یونایتد ایرلاینز را عمداً به نمای جنوبی برج جنوبی برخورد دادند. برج جنوبی، بعد از ۵۶ دقیقه سوختن، در ساعت ۹:۵۹ صبح فرو ریخت و در ساعت ۱۰:۲۸ صبح، برج شمالی، پس از ۱۰۲ دقیقه سوختن سقوط کرد. در حملات به مرکز تجارت جهانی ۲ هزار و ۷۵۳ نفر کشته شدند. ریزش ناشی از آن باعث خرابی سازه ای در بسیاری از ساختمانهای اطراف نیز شد و به زودی کل مجموعه تخریب شد.
روند پاکسازی و بازیابی در سایت مرکز تجارت جهانی ۲۴ ساعت در روز در یک دوره هشت‌ماهه ادامه یافت آوار از سایت مرکز تجارت جهانی به محل دفن زباله فرش کیلز در جزیره استاتن منتقل شد و در آنجا بیشتر جداسازی شد. وظیفه هماهنگی اقدامات پاکسازی و بازیابی برعهده شهردار رودی جولیانی بود.  در ۳۰ ماه مه سال ۲۰۰۲، مراسمی به منظور پایان یافتن تلاش‌های پاکسازی برگزار شد.
در سال ۲۰۰۲، کلنگ برای ساخت ساختمان جدید مرکز تجارت جهانی ۷، واقع در شمال محل اصلی مرکز تجارت جهانی بر زمین زده شد. از آنجایی که این ساختمان بخشی از طرح جامع سایت نبود، اجازه ادامه کار بازسازی مرکز تجارت جهانی ۷ بدون معطلی داده شد، اما سیلوراستاین و کان ادیسون تشخیص دادند که بازسازی برج به هر حال باید با طرح اصلی سازگار باشد. این مصوبه منجر به بازگشایی خیابانهای متعددی شد که در مجموعه اصلی حذف شده بودند، بنابراین مرکز تجارت جهانی ۷ جدید به گونه ای طراحی شد که خیابان گرینویچ، که توسط مرکز تجارت جهانی ۷ اصلی مسدود شده بود، می‌تواند در میان مجموعه جدید به‌طور پیوسته ادامه پیدا کند. یک ایستگاه موقت مترو PATH در مرکز تجارت جهانی در ماه نوامبر سال ۲۰۰۳ افتتاح شد، که قرار بود با ایستگاه دائمی طراحی شده توسط سانتیاگو کالاتراوا جایگزین شود.

## بازسازی

### ساخت اولیه و برنامه‌ریزی نهایی
طراحی مرکز تجارت جهانی در سال ۲۰۰۵ نهایی شد، اما پس از آنکه NYPD سطح ملاحظات امنیتی در مورد سایت‌های مختلف این مجموعه را افزایش داد، اصلاح شد، که باعث شد شروع ساخت کل مجموعه به مدت دو سال به تأخیر افتد.

## ساختمان‌ها
در مرکز جدید تجارت جهانی قرار است در نهایت شش برج، یک بنای یادبود و موزه ۱۱ سپتامبر، یک مرکز خرید، یک مرکز حمل و نقل، یک پارکینگ، یک پارک، یک کلیسا و یک مکان هنرهای نمایشی ساخته شود.

## لوگو
- آرم جدید مرکز تجارت جهانی، که در اوت ۲۰۱۴ آشکار شد، توسط شرکت همکاران لاندور (به انگلیسی: Landor Associated) طراحی و مانند "W" طراحی شده‌است. تمام میله‌های سیاه، فضاهای خالی و "W" خود نمادی از چیزی است که به آرم حداقل شش معنی می‌دهد:[۳۳]
- پنج میله آرم، نمایانگر برج‌هایی است که مرکز تجارت جهانی تکمیل شده را تشکیل می‌دهد.[۳۴][۳۵]
- در نیمه بالای این آرم، میله‌ها با زاویه ۱۷٫۷۶ درجه بریده می‌شوند که نمادی از ارتفاع ۱٫۷۷۶ فوت (۵۴۱ متر) مرکز تجارت جهانی را بر می‌انگیزانند.[۳۴][۳۵]
- دو ستون سفید در بالای آرم، نماد یادبود ادای احترام در نور می‌باشند.[۳۴][۳۵]
- سه میله سیاه در بالای آرم، نمادهای ستون‌های مثلثی برج‌های دوقلو را نشان می‌دهد.[۳۴][۳۵]
- دو میله سیاه در پایین آرم، نماد استخرهای دوقلوی یادبود و موزه ملی ۱۱ سپتامبر می‌باشند.[۳۴][۳۵]
- به‌طور کلی، این آرم مانند "W" است که مخفف "مرکز تجارت جهانی" و " مرکز تجارت جهانی وستفیلد " است.[۳۴][۳۵]

در سال ۲۰۱۳ قراردادی ۳٫۵۷ میلیون دلاری به شرکت لندور و همکاران برای طراحی مجدد سپرده شد که شامل "انجام خدمات حرفه ای برای توسعه و اجرای برنامه جهانی ناوبری، نشانه گذاری و برنامه ارتباطات عملیاتی مرکز تجارت جهانی (WTC)" بود و شامل توسعه آرم جدید نیز می‌شد.داگلاس ریکاردی، مدیر شرکت طراحی Memo، اظهار داشت، "قدرت آن توانایی دیده شدن آن از بسیاری جهات است. در پنج میله کوچک هرگز نمی‌توانید معنای زیادی پیدا کنید. مسئله این است که مردم ممکن است زحمت یافتن معانی آن‌ها را به خود ندهند. "

## یادداشت ها
1. ↑  One, 3, 4, and 7 WTC, as well as the September 11 Memorial Museum, Liberty Park, Vehicle Security Center, and the Transportation Hub are complete. 2 and 5 WTC, as well as the Performing Arts Center, are under construction.